# Élie Ier d'Ardjech
 Élie Ier d'Ardjech ou Ełia Ier Arčišec‘i (en arménien Եղիա Ա Արճիշեցի) est catholicos de l'Église apostolique arménienne de 703 à 717.

## Biographie
Originaire d’Ardjech dans l’Aghiovit (Vaspourakan), Élie ou Ełia est évêque du Bznouniq lors de son élévation au catholicossat. Les bons rapports établis avant sa mort par son prédécesseur Sahak III de Dzorapor avec les Arabes lui permettent d’intervenir dans les affaires religieuses d’Albanie du Caucase. 
Le catholicos d’Albanie du Caucase contemporain nommé « Bakour » ou « Nersès » (689-703/705), tenté par le précédent de son voisin Kurion Ier en Ibérie à l’époque du catholicos arménien Abraham Ier d'Aghbathank, souhaite se séparer de l’Église arménienne en adoptant une christologie chalcédonienne. Il dispose à la cour de l’appui de la princesse Sprama, épouse du prince d’Albanie du Caucase Varaz Terdat Ier, qui voit dans ce changement d’orientation religieuse un moyen de se rapprocher de l’Empire byzantin alors qu’elle est en difficultés avec l’héritier présomptif du trône, le prince Shéroy, opposé au parti pro-byzantin.
Après avoir tenté en vain de ramener le prélat agbhan à la doctrine grégorienne, Élie n’hésite pas à faire appel au bras séculier, en l’occurrence les troupes du calife de Damas. Abd al-Malik, conscient de l’enjeu politique de cette querelle, y voit un bon moyen d’éliminer l’influence byzantine d’Agbhanie. Élie Ier, doté des pouvoirs nécessaires, se rend dans le pays et dépose Bakour-Nersès, qui est arrêté avec la princesse Sprama. Ils sont relégués jusqu’à leur mort à Damas.
Élie Ier convoque à Bardav un concile local qui procède en 703/705 à l’élection d’un nouveau catholicos acquis à la doctrine arménienne : Siméon (mort en 707). En Agbhanie, l’administration directe arabe remplace désormais la simple vassalité.
Dans son propre pays, le catholicos Élie Ier doit également faire face à quelques théologiens arméniens, élèves des écoles de Constantinople, qui veulent prendre la défense des décrets du concile de  Chalcédoine.